# Melozzo da Forlì
(Giorgio Vasari)
Melozzo di Giuliano degli Ambrosi, detto Melozzo da Forlì (Forlì, 8 giugno 1438 – Forlì, 8 novembre 1494), è stato un pittore e architetto italiano, massimo esponente della scuola forlivese di pittura nel XV secolo.
Fu uno tra i grandi del rinascimento insieme al suo discepolo Marco Palmezzano. Unì l'uso illusionistico della prospettiva, tipico di Andrea Mantegna, a figure monumentali rese con colori limpidi, vicine ai modi di Piero della Francesca. La luce tersa della sua pittura richiama quella dei "pittori di luce" fiorentini, come Domenico Veneziano e l'ultimo Beato Angelico. Fu il primo a praticare con grande successo lo scorcio dal basso, "l'arte del sotto in su, la più difficile e la più rigorosa", ottenendo quella particolare prospettiva che viene perciò detta melozziana.
Tra i discepoli diretti, si segnala il pittore Marco Palmezzano, certamente il più famoso, anch'egli appartenente alla scuola forlivese. In architettura, influì fortemente sull'opera di un altro forlivese, Pace di Maso del Bombace.

## Biografia

### Formazione
Melozzo nacque a Forlì nel 1438.

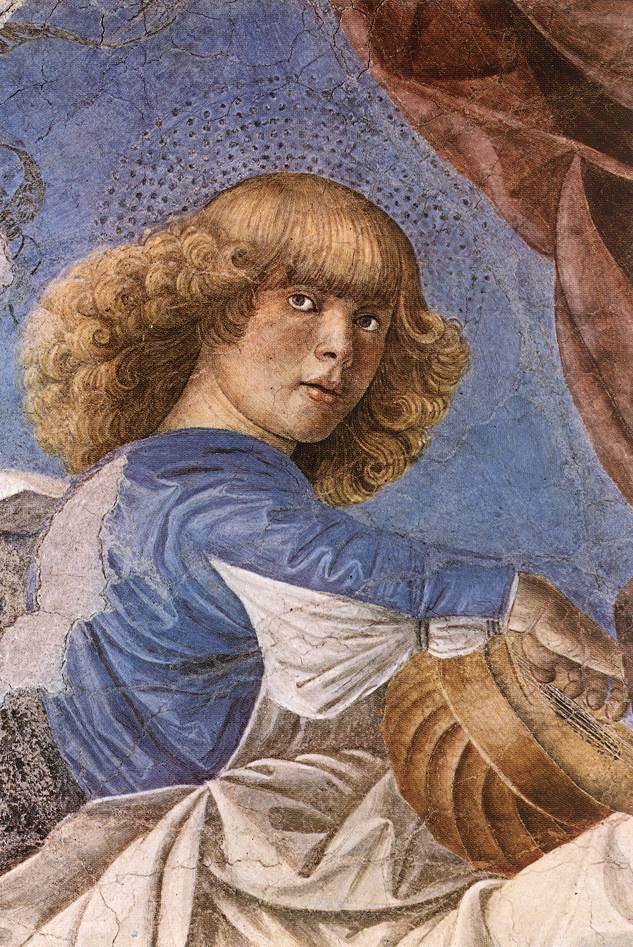
Angelo con liuto

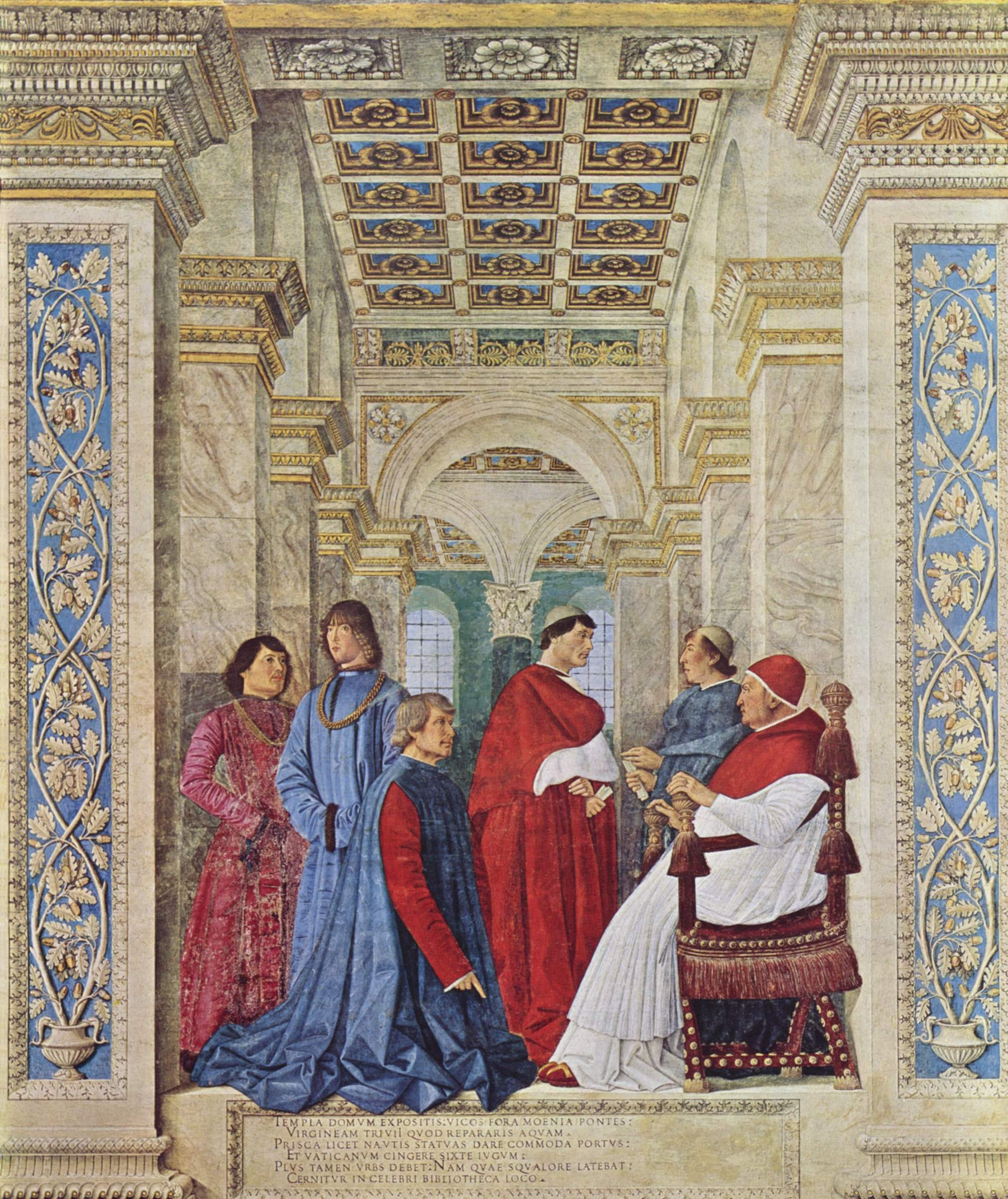
Sisto IV nomina il Platina prefetto della biblioteca Vaticana

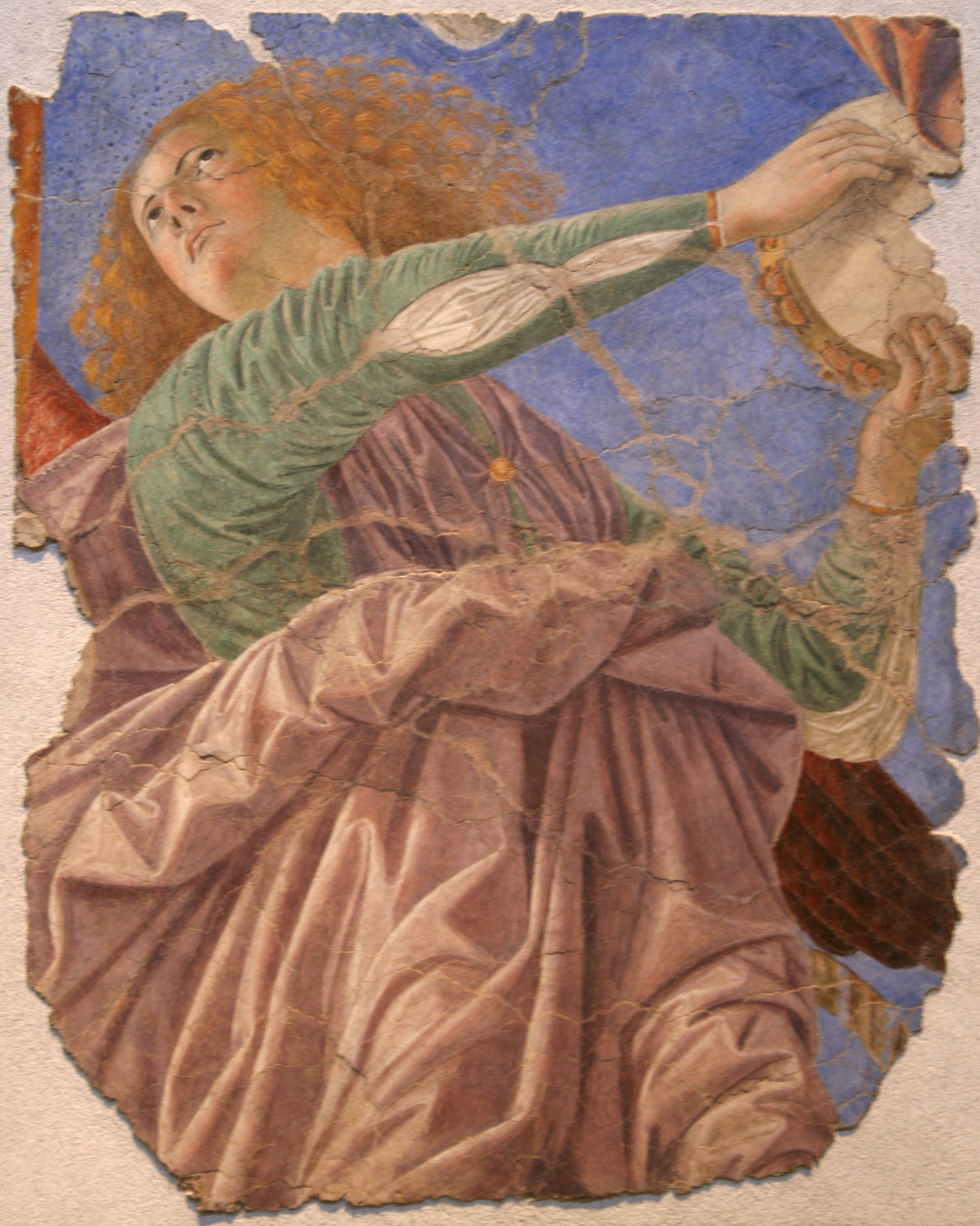
Angeli musicanti

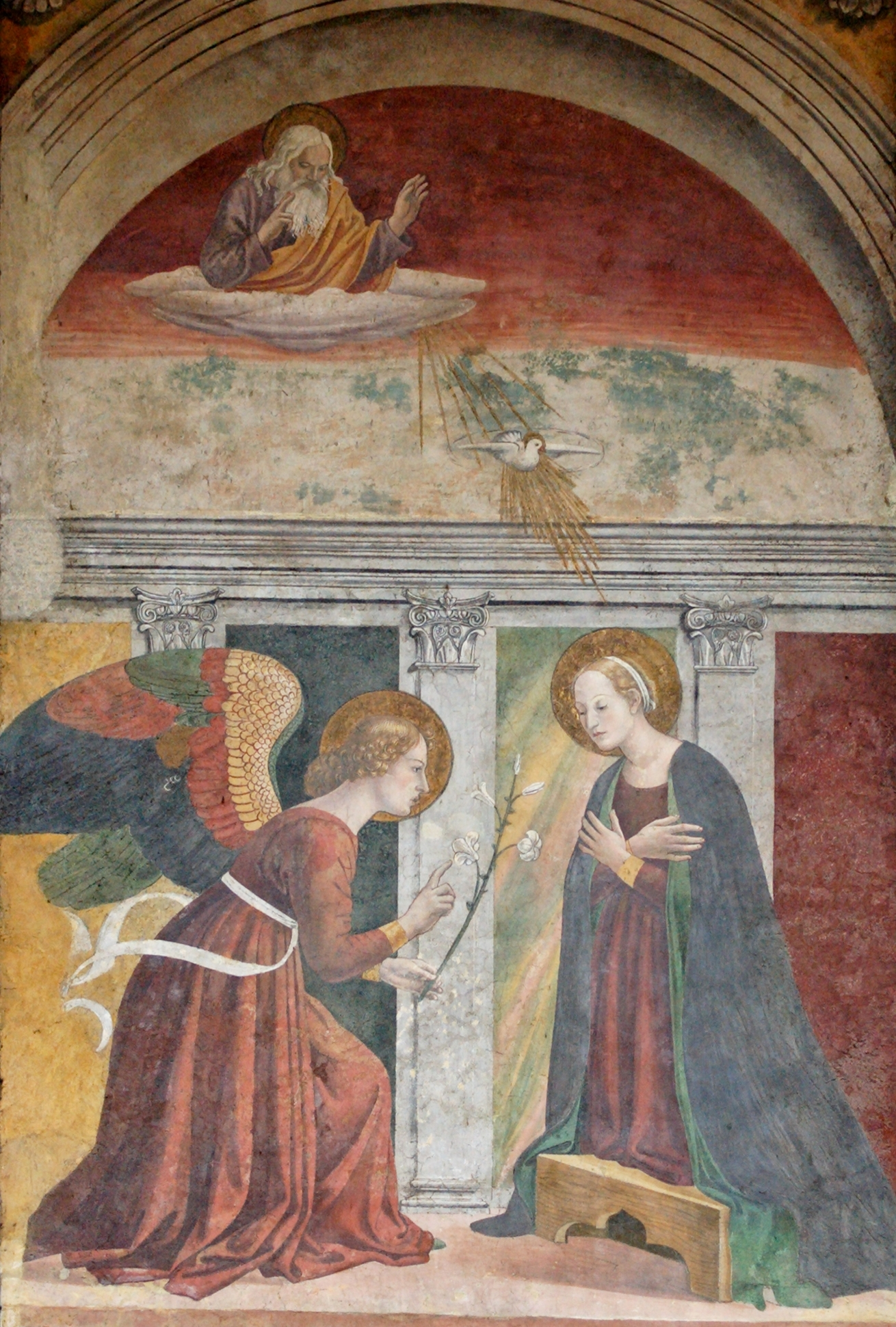
Annunciazione del Pantheon

Della sua prima formazione non sappiamo molto, se non che fu discepolo del giottesco Baldassarre Carrari il Vecchio. Certamente, a Forlì aveva fatto impressione, poi, anche l'opera di un altro discepolo di Giotto, Guglielmo degli Organi, che aveva affrescato, tra le altre cose, la chiesa di San Domenico. Possiamo anche pensare ad un ambiente forlivese dominato da Ansuino da Forlì, che aveva preso parte all'impresa della chiesa degli Eremitani a Padova, riportando a Forlì la maniera di Andrea Mantegna, da cui Melozzo derivò una linea tagliente e incisiva, l'uso degli scorci e l'attenzione all'espressività delle figure. Ebbe inoltre molta familiarità con Giovanni Santi, il padre di Raffaello.

### Arrivo a Roma
Dal 1464 lavorò a Roma nella basilica di San Marco, inglobata, a partire dal XV secolo, in Palazzo Venezia, dipingendo gli affreschi con San Marco Papa e San Marco Evangelista.
Forse tra il 1464 e il 1465 collaborò con Antoniazzo Romano alla decorazione ad affresco della cappella Bessarione nella basilica dei Santi XII Apostoli, sempre a Roma. Dal 2008 gli affreschi sono nuovamente visibili.

### A Urbino
Dal 1465 al 1475 fu a Urbino a contatto con l'opera di Piero della Francesca, di cui fu allievo riprendendo l'impostazione monumentale delle figure. La presenza di Melozzo ad Urbino lasciò una chiara influenza su Giusto di Gand, che vi giunse circa nel 1473, e su Pedro Berruguete, che vi arrivò dopo il 1474. Melozzo alla corte dei Montefeltro approfondì lo studio della prospettiva in senso illusionistico. A Urbino, si ritiene probabile, ma non certo, che abbia lavorato anche nella pittura dei ritratti di uomini illustri nello studiolo del Duca. In particolare, a Melozzo "probabilmente risaliva l'inquadratura architettonica della biblioteca e dello studiolo".
Al Melozzo si attribuisce anche il Ritratto di Federico da Montefeltro col figlio Guidobaldo, dovuto, secondo altri, o a Giusto di Gand o a Pedro Berruguete.
Del periodo urbinate è la frammentaria tavola con il Salvator Mundi dove accanto alla fisionomia di tipo mantegnesco si nota nella resa monumentale delle figura l'influenza di Piero mentre il soggetto è tipicamente di origine fiamminga.
Tra il 1466 e il 1470 sono datati i due frammenti con Vergine annunciata e Angelo annunciante della Galleria degli Uffizi di Firenze.

### Pittore di Sisto IV
Nel 1475 tornò a Roma, dove fu nominato Pictor papalis, ovvero pittore ufficiale di Sisto IV. Come tale, la sua influenza sulla pittura contemporanea e successiva fu enorme.
Nel 1477 eseguì l'affresco con Sisto IV nomina Bartolomeo Platina prefetto della biblioteca Vaticana, già nella Biblioteca Vaticana stessa ed oggi staccato e conservato alla Pinacoteca Vaticana, importante testimonianza dei suoi interessi nello scorcio architettonico e nell'integrazione tra figure e architetture per fini illusionistici.
Il 17 dicembre 1478 fu tra i fondatori dell'Università dei Pittori, Miniatori e Ricamatori, che sarebbe poi diventata la prestigiosa Accademia di San Luca.
Nello stesso periodo disegnò, per conto di Girolamo Riario, un nuovo palazzo in Roma, quello che oggi, rimaneggiato negli anni successivi, è conosciuto come palazzo Altemps. Del resto, Girolamo si servì dell'opera di Melozzo anche per la progettazione di diversi palazzi a Imola e del Palazzo Riario a Forlì. I restauri del 1984 hanno, tra l'altro, portato alla luce affreschi attribuiti alla scuola di Melozzo, nella cosiddetta "Sala della Piattaia".
Ad un periodo imprecisato risalgono gli affreschi della Basilica di Santa Francesca Romana: Dottori della Chiesa, attribuiti comunque a Melozzo ed alla sua cerchia.

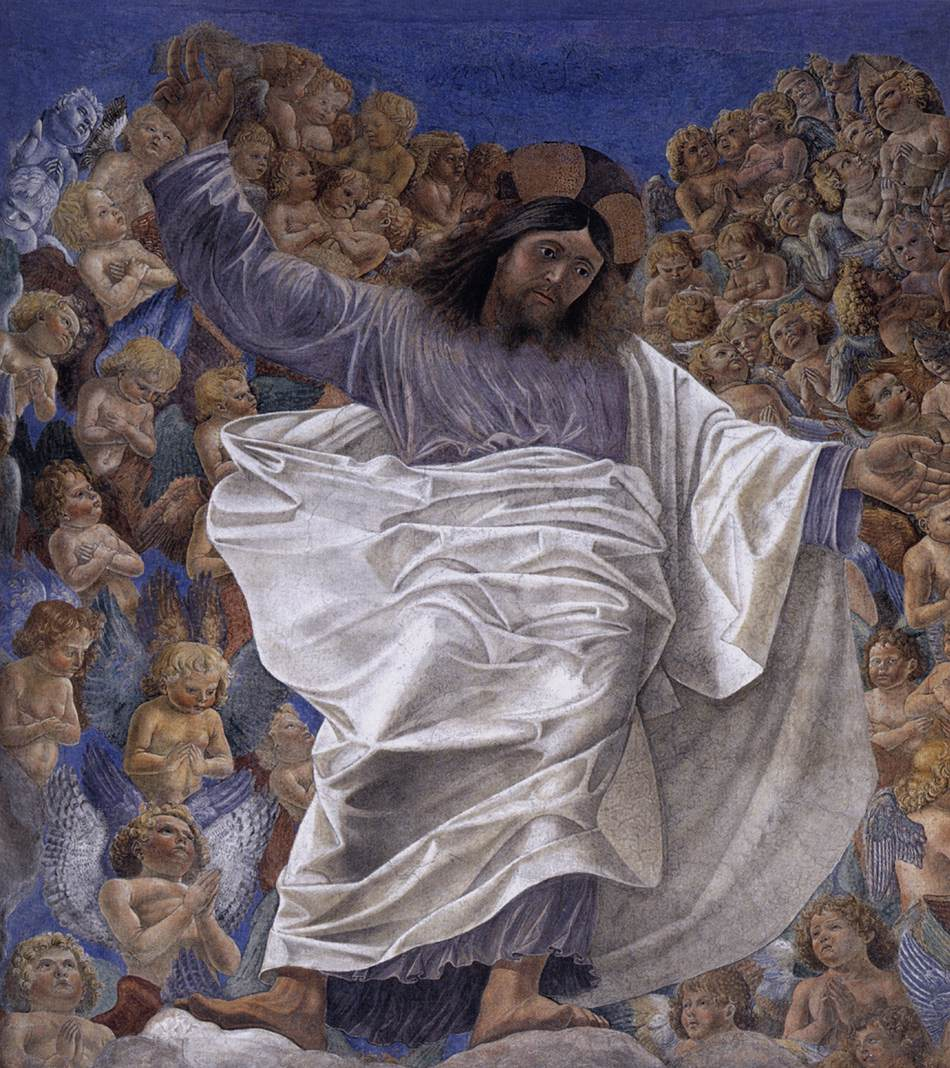
Melozzo da Forlì, Cristo benedicente (Palazzo del Quirinale)

Nel 1480 circa eseguì nell'abside della chiesa dei Santi Apostoli, dopo i lavori di rinnovamento voluti dal cardinal Giuliano della Rovere nel 1475 circa, l'affresco con Ascensione di Cristo. L'opera, che si segnalava per l'uso ardito e nel contempo rigoroso della prospettiva, colpì molto i contemporanei ed ebbe moltissima influenza. Lo stesso Michelangelo lo tenne presente per il suo lavoro alla Cappella Sistina. L'affresco rimase sul posto fino al 1711 quando l'abside venne distrutto per rimodernare la chiesa. Fu allora staccato e diviso in 16 parti: 14 frammenti con Apostoli e i celebri Angeli musicanti sono ora esposti nella sala IV della Pinacoteca Vaticana; un altro frammento di Angelo si trova ora al Museo del Prado, mentre la figura del Cristo benedicente venne sistemato sullo scalone d'onore dell'allora Palazzo Apostolico al Quirinale, dove si trova ancora oggi, avendo come didascalia una lapide latina che celebra il primato di Melozzo nella prospettiva; le monumentali figure, infatti, sono scorciate prospetticamente in modo mirabile. Recita la lapide: "OPUS MELOTTII FOROLIVIENSIS / QUI SUMMOS FORNICES PINGENDI ARTEM / MIRIS OPTICAE LEGIBUS / VEL PRIMUS INVENIT VEL ILLUSTRAVIT / EX ABSIDE VETERIS TEMPLI SS. XII APOSTOLORUM / HUC TRANSLATUM ANNO SAL. MDCCXI".
Un'altra sua opera del periodo romano è l'Annunciazione visibile nel Pantheon, nella cappella a destra (rispetto a chi guarda) di quella dove è sepolto Vittorio Emanuele II di Savoia.
Presumibilmente in questo periodo collaborò con Andrea Bregno per il Monumento del cardinale Giovanni Diego de Coca (morto nel 1477) nella basilica di Santa Maria sopra Minerva: notevole è, al proposito, l'affresco di Melozzo Cristo giudice tra due angeli (detto anche Giudizio universale).
Alla morte di Sisto IV, nel 1484 lasciò Roma per Loreto.

### A Loreto

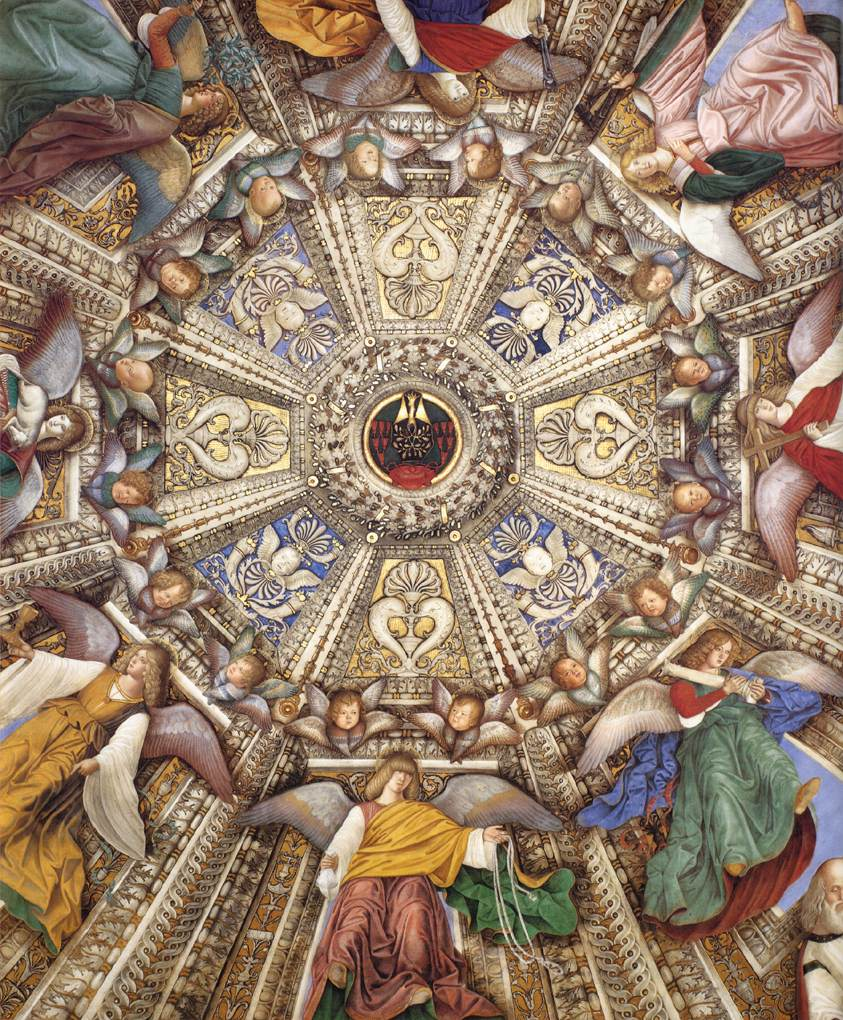
Cupola della sagrestia di San Marco, Loreto (dettaglio)

Tra il 1484 e il 1493, ma secondo alcuni fra il 1477 e il 1479, realizzò l'affresco della cupola della sagrestia di San Marco nella basilica della Santa Casa di Loreto, commissionato dal cardinale Girolamo Basso della Rovere. È uno dei primi esempi di cupola decorata sia con figure sia con elementi architettonici, fortemente influenzata dalla Camera Picta di Andrea Mantegna: il progetto prevedeva di disporre una serie di figure all'interno del catino, scorciate per una corretta visione dal basso, e inserite in cornici con rilievi in finto stucco, in modo che l'architettura dipinta sembrasse la continuazione dell'architettura reale. Per lo scheletro architettonico dipinto, realizzò una serie di costoloni e cornici convergenti verso la sommità della cupola, che circondano finestre aperte su un cielo, entro le quali si trovano angeli con le ali spiegate, recanti simboli della Passione.
Alla base della cupola, sopra la terminazione del tamburo e sotto gli angeli, dipinse su ogni vela otto Profeti seduti su un cornicione dipinto e inclinati in avanti, verso il basso, in modo che i volti mostrino il lato inferiore. Verso la sommità della cupola Melozzo dipinse un circolo di cherubini e serafini con al centro, sopra la testa dello spettatore, lo stemma del committente circondato da un festone.

Più che mai convincenti sono le figure sospese illusionisticamente nel vuoto, ricreate forse studiando dei modellini in cera sospesi con dei fili, magari riflessi in uno specchio posato per terra. Melozzo non aveva però ancora compreso, come fecero poi Raffaello (nella cappella Chigi nella basilica di Santa Maria del Popolo) e Correggio (a Parma), che se la veduta dal basso era adeguata per le figure alla base della cupola, per quelle al centro era necessaria una veduta assiale.

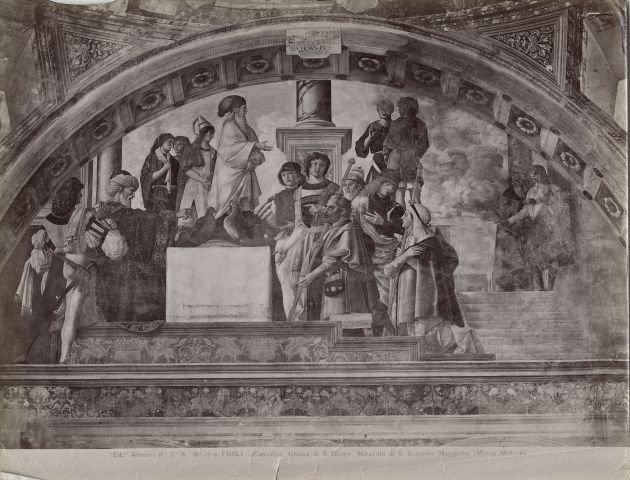
San Giacomo Maggiore e il miracolo degli uccelli selvatici di Melozzo da Forlì e Marco Palmezzano nella Cappella Feo (1493-94) della Chiesa di San Biagio, Forlì. L'intera cappella fu distrutta, assieme alla chiesa, durante i bombardamenti del 1944

### Terzo soggiorno a Roma
Del 1489 è il mosaico della Cappella di Sant'Elena nella chiesa di Santa Croce in Gerusalemme a Roma, con Gesù benedicente attorniato dagli evangelisti, in cui sono più evidenti gli influssi bizantineggianti.
Sempre a Roma, alla scuola di Melozzo, è attribuito l'affresco dei Dottori della Chiesa nella basilica di Santa Francesca Romana, nei pressi del Colosseo.

### Altri viaggi e morte

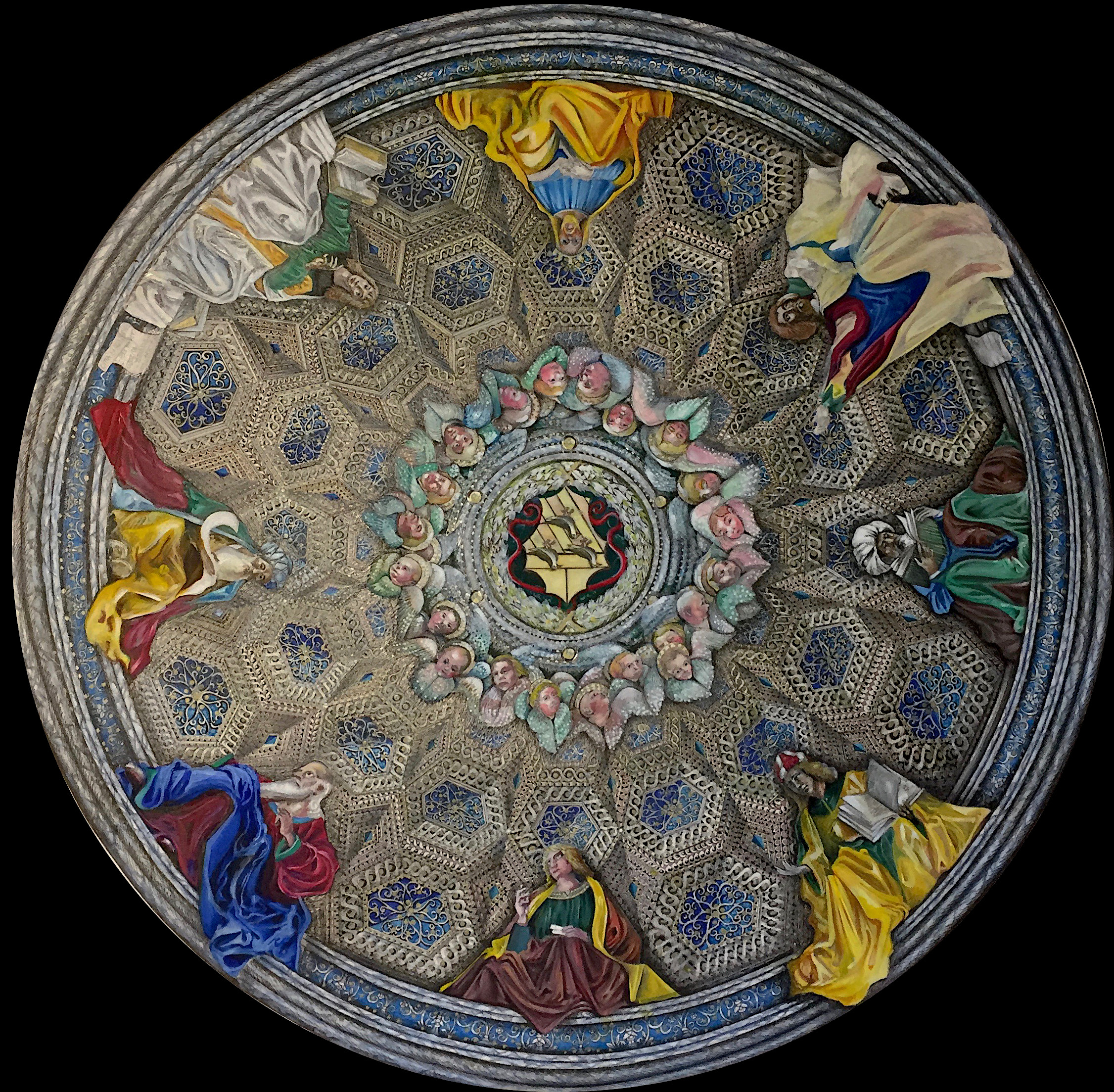
Ricostruzione a china, tempera e matita della Volta della Cappella Feo nella Chiesa di San Biagio di Forlì. Opera realizzata dalla fotografia in bianco e nero della volta e dalle note scritte e grafiche di Girolamo Reggiani nel 1831, Olivier Maceratesi, 10/2020

Ad Ancona, nel 1493, realizzò la decorazione di alcuni soffitti del Palazzo del Governo, risistemato tra il 1447 ed il 1542 da Francesco di Giorgio Martini, (perduti).
Successivamente tornò a Forlì dove, in collaborazione con uno dei suoi migliori discepoli, Marco Palmezzano, decorò la Cappella Feo della chiesa di San Biagio (distrutta nei bombardamenti della Seconda guerra mondiale).
Nella Pinacoteca civica della città romagnola si conserva l'opera conosciuta come Il Pestapepe, probabilmente eseguita per conto di un commerciante, forse come insegna dell'attività. 
A lungo attribuita all'autore forlivese, è stata posta in relazione con ambienti artistici ferraresi, forse opera di Francesco del Cossa.
Morì a Forlì nel 1494 e la sua tomba si trova all'interno della chiesa della Santissima Trinità.